# Лорш (манастир)
Манастирът Лорш (на немски: Kloster Lorsch; Reichsabtei Lorsch; на латински: Laureshamense Monasterium) е бенедиктинско имперско абатство в Лорш в Хесен, Германия.
Той е основан през 764 г. и до Средновековието е център на могъщество, духовност и култура. През 1232 г. манастирът отива към архиепископство Майнц и през 1461 г. е заложен на Курпфалц, който през 1564 г. затваря манастира.
Манастирът е основан като собствен манастир от Робертинския канкор (граф в Алемания до 758 г. и до смъртта си 771 г. граф в Оберрейнгау близо до Вормс) и майка му Вилисвинт на река Вешниц, където там още през 764 г. съществува църквата „Св. Петър“. Тази църква вероятно е разширена като манастир за фамилно гробно място и през 764 г. е дадена на Хродеганг епископ на Мец (роднина на Вилисвинт и канкора) като негова собственост. Епископът е близък с майордом Пипин III и е папски легат.
В импреското абатство Лорш монасите написват между 1170 и 1195 г. манускрипта „Лоршки кодекс“ (Codex Laureshamensis).
Манстирът Лорш е от 1991 г. в Списъка на световното културно и природно наследство на ЮНЕСКО.